# 방수가공
방수가공(防水加工)은 직물, 가죽, 목재, 종이 등에 물이 스며들지 않도록 화학적으로 처리하는 방법이다.